# Ераг
Ераг (фр. Eyragues) насеље је и општина у Француској у региону Прованса-Алпи-Азурна обала, у департману Ушће Роне која припада префектури Арл.
По подацима из 2011. године у општини је живело 4100 становника, а густина насељености је износила 197,31 становника/km². Општина се простире на површини од 20,78 km². Налази се на средњој надморској висини од 23 метара (максималној 99 m, а минималној 11 m).

## Демографија
| 1962. | 1968. | 1975. | 1982. | 1990. | 1999. | 2011. |
| ----- | ----- | ----- | ----- | ----- | ----- | ----- |
| 2.092 | 2.288 | 2.512 | 2.968 | 3.504 | 3.941 | 4.100 |

График промене броја становника у току последњих година